# The Final (álbum)
| Críticas profissionais | Críticas profissionais |
| Avaliações da crítica  | Avaliações da crítica  |
| Fonte                  | Avaliação              |
| ---------------------- | ---------------------- |
| All Music Guide        | link                   |

The Final é uma compilação de sucessos, lançado em 1986 para resumir a carreira do duo pop britânico Wham!. O álbum não foi inicialmente lançado na América do Norte, onde o terceiro e último álbum de estúdio do Wham!, Music from the Edge of Heaven foi lançado em seu lugar. Quatro músicas desse álbum aparecem nesta compilação.

## Faixas
Todas as faixas escritas por George Michael, exceto onde indicado
1. "Wham Rap! (Enjoy What You Do)" (Special US Re-Mix) (Michael, Ridgeley) – 6:43
2. "Young Guns (Go for It!)" – 5:09
3. "Bad Boys" – 3:20
4. "Club Tropicana" (Michael, Ridgeley) – 4:25[2]
5. "Wake Me Up Before You Go-Go" – 3:51[3]
6. "Careless Whisper" (7" version) (Michael, Ridgeley) – 5:02[4]
7. "Freedom" (7" version) – 5:20
8. "Last Christmas" (Pudding Mix) – 6:47[5]
9. "Everything She Wants" (Remix) – 6:30[6]
10. "I'm Your Man" – 4:04[7]
11. "A Different Corner" – 3:59
12. "Battlestations" – 5:27
13. "Where Did Your Heart Go?" (David Was, Don Was) – 5:45
14. "The Edge of Heaven" – 4:37[8]